# Clarens (Afrique du Sud)
Pour les articles homonymes, voir Clarens.
Clarens est une petite ville d'Afrique du Sud située dans l'état libre d'Orange sur les contreforts des montagnes de Maluti et surnommé Joyau de l'Est de l'Etat Libre. Elle est située à 336 km de Johannesburg, 284 km de Bloemfontein et 389 km de Durban.
La ville fut fondée en 1912 et nommée d'après la ville de Clarens (Vaud), en Suisse, où le président sud-africain Paul Kruger passa ses derniers jours en exil à la suite de la seconde guerre des Boers.

## Géographie
Clarens, qui fait partie de la Route panoramique des Highlands, est connue pour ses montagnes de grès et pour son climat doux. Village d'artistes comprenant de nombreuses galeries d'art (19 galeries en 2002), Clarens est apprécié par les habitants des villes de Johannesburg, Bloemfontein et Durban.
Le parc national des Golden Gate Highlands (Golden Gate Highlands National Park) avec ses formations de grès est situé à 16,9 km de Clarens.
Le township de Clarens se nomme Kgubetswana.
La ville attire jeunes et moins jeunes au comptoir du bar Friends, connu pour ses soirées endiablées le weekend et ses concerts live de jeunes artistes rock.

## Démographie

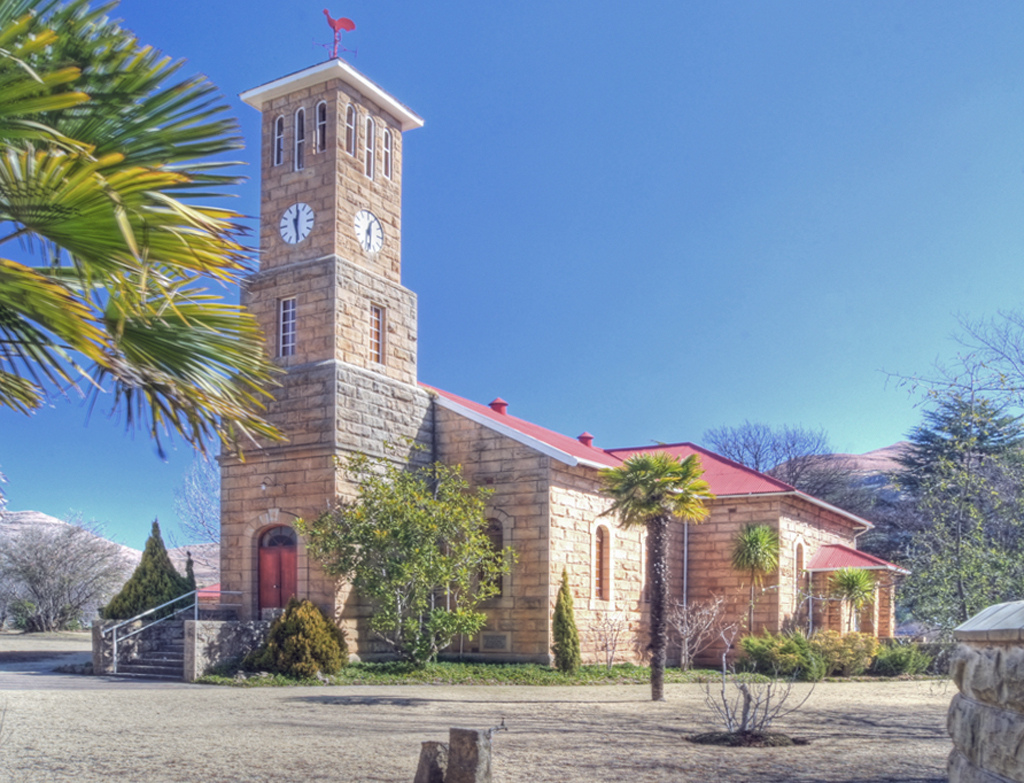
L'église réformée hollandaise de Clarens

En 1985, Clarens et son township comptaient 205 résidents permanents (dont 200 pour le seul village de Clarens, principalement des Afrikaners). En quelques années, la ville et surtout son township allaient connaître un important bond démographique totalement dû à la construction d'un tunnel à la périphérie de Clarens et du Lesotho dans le cadre du Lesotho Highlands Water Scheme (LHWS). Le township de Clarens fut alors choisi pour abriter les logements du personnel manutentionnaire noire. La population du township atteint alors 1224 personnes en 1991 contre 276 dans le village afrikaner.
En 1994, la ville entra en récession alors que se terminaient les travaux entrepris dans le cadre du LHWS. Clarens décida de se reconvertir dans le tourisme axé sur l'écologie et le développement durable afin d'attirer la clientèle des grandes villes du Transvaal, de l'État-Libre et du Natal.
En quelques années, le village devint une destination appréciée comptant de nombreuses résidences secondaires (16 % des habitations du village) appartenant majoritairement à des sud-africains blancs anglophones (77 % des propriétaires de résidence secondaire), faisant progressivement de Clarens une petite ville blanche anglophone en pays afrikaner et Basotho.
En 2002, la ville comptait 3 620 habitants dont 620 à Clarens même et 3 000 à Kgubetswana. La ville reçoit également une moyenne de 30 000 visiteurs par mois.
Selon le recensement de 2011, la ville centre de Clarens compte 751 résidents, principalement issus de la communauté blanche (58,32 %). Les noirs et les coloureds représentent respectivement 34,09 % et 4,13 % des résidents. Les habitants sont à 46,37 % de langue maternelle afrikaans et à 44,02% de langue maternelle anglaise.
La zone urbaine, comprenant Clarens et le township de Kgubetswana, compte cependant 6 379 résidents (91,5 % de noirs et 6,9 % de blancs).

## Historique
Historiquement, la région a été marquée par le meurtre de 5 citoyens libres de la république sud-africaine du Transvaal par des Basothos. Ce quintuple meurtre déboucha sur une guerre entre le Transvaal et les Basothos du roi Moshoeshoe Ier (1865-1866). Les Basothos sont battus par le commando commandé par Paul Kruger, lors de la bataille de Naauwpoortnek.

## Attractions
- Titanic Rock
- Musée de Clarens
- Mushroom Rock

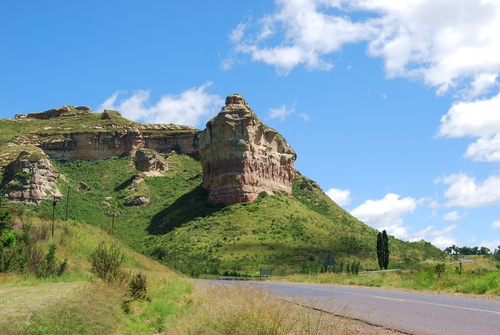
Titanic Rock à l'entrée de Clarens

- Surrender Hill (site de la guerre anglo-boer)
- Basotho Cultural village